# Wasserbächlein
Das Wasserbächlein ist ein ganzjähriges Fließgewässer im Alpenvorland nördlich von Bad Feilnbach.

## Geographie

### Verlauf
Es entsteht nördlich des Dorfes Bad Feilnbach beim Einzelanwesen Moosliendl und verläuft nordnordostwärts, bevor es nach etwa 1,9 km von links in den Gernbach mündet.

### Zuflüsse
- Mühlbach, von rechts und zuletzt Süden auf etwa 473 m ü. NHN kurz vor der Mündung, ca. 3,1 km. Der westlichste Oberlaufast entsteht auf etwa 497 m ü. NHN am Feilndorfer Wasserwerk zwischen dem Dorf und Moosliendl.